# Santiago Ramírez (beisbolista)
Santiago Ramírez Canela (Bonao, 15 de agosto de 1978) es un ex lanzador dominicano que jugó en las Grandes Ligas de Béisbol en el papel de relevista para los Nacionales de Washington durante la temporada 2006. Estuvo lanzando en Japón para Chunichi Dragons en la temporada 2007 y para Sultanes de Monterrey en México en la temporada 2008. Su última participación en el béisbol profesional fue con el equipo Worcester Tornadoes de la liga independiente Canadian American Association of Professional Baseball.